# Carl Philipp von Wrede
Carl Philipp von Wrede, född den 29 april 1767 i Heidelberg, död den 12 december 1838 i Ellingen, var en bayersk fältmarskalk. 
von Wrede tillhörde en från Westfalen bördig släkt, som 1790 blev adlad och 1791 erhöll friherrlig värdighet. Han blev 1792 oberamtsassessor i Heidelberg och vid utbrottet av kriget med Frankrike pfalzisk kommissarie vid de österrikiska trupperna samt förvärvade sig i denna egenskap (1793-98) sådan kännedom i krigsväsendet, att han 1799 av bayerske kurfursten fick i uppdrag att bilda en frikår. Med denna utvecklade han sådan skicklighet, att allt fler trupper tilldelades honom och att han efter fredsslutet blev medlem av en kommission för bayerska arméns ombildning. Vid dennas genomförande 1803 ställdes von Wrede i spetsen för en sammansatt brigad och övertog i början av november 1805 befälet över den bayerska kår, som understödde fransmännen och med vilken han höll ärkehertig Ferdinand fjärran från slaget vid Austerlitz. 
År 1807 stod von Wrede i Polen och Ostpreussen, förde 1809 2:a bayerska divisionen och hade god andel i fransmännens seger vid Wagram samt bidrog kraftigt till grevskapet Tyrolens underkuvande. Efter freden (1809) utnämndes von Wrede till fransk greve. Under kriget mot Ryssland 1812 övertog han efter Deroy befälet över bayerska kåren. På hösten 1813 stod han vid Inn mot österrikarna, men gjorde genom fördraget i Ried (oktober samma år) gemensam sak med dessa och förde sina trupper till Main, där han dock vid Hanau inte lyckades avskära Napoleons återtåg, utan blev slagen (30-31 oktober) och svårt sårad. Under 1814 års fälttåg i Frankrike tillhörde han Schwarzenbergs armé, slog Marmont vid Rozny och grep betydelsefullt in i slagen vid Bar-sur-Aube och Arcis-sur-Aube. 
Efter hemkomsten fick han befälet över de bayerska trupperna, vilka han efter att ha som diplomat deltagit i Wienkongressen 1815 åter förde till Frankrike. von Wrede, som i mars 1814 blivit bayersk fältmarskalk och i juni samma år upphöjts i furstligt stånd, erhöll 1815 Ellingen (i Nordgau) som ärftligt furstendöme och manslän under bayersk överhöghet, huvudsakligen som belöning för det av honom och Metternich i Paris 3 juni 1814 avslutade för Bayern gynnsamma österrikisk-bayerska bytesfördraget. År 1822 ställdes von Wrede  som generalissimus i spetsen för bayerska hären. Hans staty (modellerad av Schwanthaler) finns i Münchens "Feldherrenhalle"; en annan minnesvård lät kung Ludvig I resa i Heidelberg.